# Kirdorfer Bach
Der Kirdorfer Bach ist der knapp neun Kilometer lange linke und nordwestliche Quellbach des Eschbachs im hessischen Hochtaunuskreis.

## Geographie

### Quellbereich

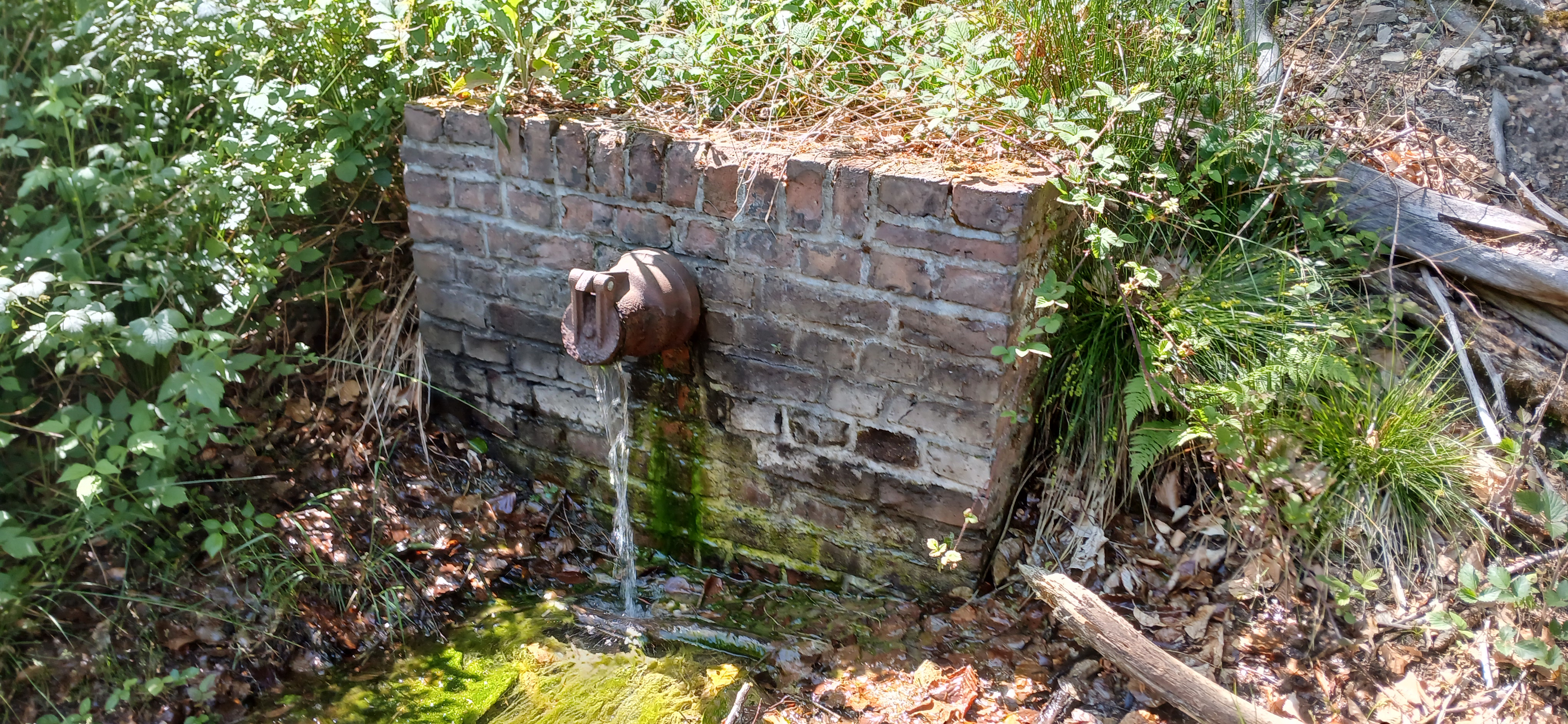
Nyphenquelle

Die Hauptquellzone des Baches liegt im Taunus am südwestexponierten Hang des Emesberges in 420 und 490 m ü. NHN zwischen Herzberg und Saalburg. Die ehemals wichtigste Quelle trägt den Namen Nymphenquelle. Die Quellzone unterliegt heute starken Einflüssen durch die Trinkwassergewinnung. Zur Wasserversorgung der Stadt Bad Homburg vor der Höhe wurde hier Anfang des 20. Jahrhunderts der Jungfernstollen ins Gestein getrieben und talabwärts der Saalburgstollen, der ca. 8 l/s Wasser bringt. Entsprechend wird Kluftgrundwasser aus dem Berg gezogen und der Oberlauf des Kirdorfer Baches fällt oft trocken. 

### Weiterer Verlauf
Erst im weiteren Verlauf an der Schichtgrenze von Quarzit zu unterlagerndem, wenig durchlässigen Gestein in ca. 290–320 m ü. NN finden sich flächige Feuchtgebiete mit kleinen Quellaustritten, die dem Kirdorfer Bach auch im Sommer etwas Wasser bringen.
Von links münden Saalborn und Fahrborn. Der Oberlauf des Fahrborn ist heute durch die Bundesstraße 456 abgetrennt.
Entlang von ehemaliger Deponie und Golfplatz erreicht der Kirdorfer Bach die Bundesstraße zur Saalburg. Am nachfolgenden Weberpfad mündet von rechts der Bach aus den Röderwiesen ein. Der von links zufließende Tiefenbach kommt aus dem Kirdorfer Feld, einem Naturschutzgebiet. Weitflächig sind hier artenreiche Wasser-Greiskraut-, Silau- und Glatthaferwiesen mit seltenen Pflanzen verbreitet.
In der Ortslage von Bad Homburg-Kirdorf ist der Bach verrohrt. Im Jahr 2006 wurde ein Teil der Verrohrung zwischen dem Bebauungsrand von Kirdorf und der Unterquerung des Sportplatzes innerhalb einer Grünanlage beseitigt und der Bach renaturiert, ebenso der Tiefenbach mit seiner Mündung. Ein Teil des Wassers wird in Bad Homburg um Jubiläumspark und Kurpark herumgeleitet, der Rest speist die Teiche der Grünanlagen.
In Gonzenheim fließt der Kirdorfer Bach mit dem Dornbach zum Eschbach zusammen.

### Einzugsgebiet
Das 16,55 km² große Einzugsgebiet des Kirdorfer Bachs liegt im Hohen Taunus, im Vortaununs und im Main-Taunusvorland. Es wird durch ihn über den Eschbach, die Nidda, den Main und den Rhein zur Nordsee entwässert.
Es grenzt
- im Nordosten an das des Seulbachs, der in den Niddazufluss Erlenbach mündet
- im Südosten an das des Dornbachs
- im Süden an das des Heuchelbachs, der in den Dornbach mündet
- und im Westen und Norden an das des Erlenbachs, der in die Nidda mündet.

Die höchste Erhebung ist der Kieshübel mit 633 m ü. NHN im Westen des Einzugsgebietes. Der Quellbereich ist bewaldet, ansonsten dominiert die Ortslage von Bad Homburg.

### Zuflüsse
- Saalborn (links), 1,3 km
- Fahrborn (links)
- Bach aus den Röderwiesen (rechts), 1,3 km
- Tiefenbach (links), 1,8 km

### Flusssystem Nidda
- Fließgewässer im Flusssystem Nidda